# 中尾 (横浜市)
中尾（なかお）は神奈川県横浜市旭区の町名。現行行政地名は中尾一丁目及び中尾二丁目。住居表示実施済み区域。

## 地理
旭区の南西部に位置し、東に二俣川、西に今宿町、南にさちが丘と東希望が丘、北に中沢と接している。

### 地価
住宅地の地価は、2023年（令和5年）1月1日の公示地価によれば、中尾1-27-11の地点で16万7000円/m2となっている。

## 歴史
1963年に二俣川町・小高町の一部から中尾町が新設された。1996年に住居表示が実施され、中尾町から、中尾一丁目・中尾二丁目となる。町名の由来は、二本の川を持つ谷に南北を挟まれた尾根・丘陵などを「中尾」と呼んだことから。県有地の占める割合が多く、2010年から2018年にかけて神奈川県警察運転免許センターの一部と神奈川県立がんセンターの敷地を交換する形で施設の建て替えが行われた。

### 沿革
- 1996年（平成8年）10月21日 - 中尾町、二俣川1丁目の各一部を編入し、設置。

### 町名の変遷
| 実施後     | 実施年月日                | 実施前（各町名ともその一部） |
| ---------- | ------------------------- | ---------------------------- |
| 中尾一丁目 | 1996年（平成8年）10月21日 | 中尾町、二俣川1丁目の各一部  |
| 中尾二丁目 | 1996年（平成8年）10月21日 | 中尾町の一部                 |

## 世帯数と人口
2025年（令和7年）6月30日現在（横浜市発表）の世帯数と人口は以下の通りである。
| 丁目       | 世帯数    | 人口    |
| ---------- | --------- | ------- |
| 中尾一丁目 | 1,135世帯 | 2,327人 |
| 中尾二丁目 | 566世帯   | 1,232人 |
| 計         | 1,701世帯 | 3,559人 |

### 人口の変遷
国勢調査による人口の推移。
| 年                 | 人口  |
| ------------------ | ----- |
| 2000年（平成12年） | 4,013 |
| 2005年（平成17年） | 4,114 |
| 2010年（平成22年） | 3,926 |
| 2015年（平成27年） | 3,688 |
| 2020年（令和2年）  | 3,609 |

### 世帯数の変遷
国勢調査による世帯数の推移。
| 年                 | 世帯数 |
| ------------------ | ------ |
| 2000年（平成12年） | 1,616  |
| 2005年（平成17年） | 1,623  |
| 2010年（平成22年） | 1,665  |
| 2015年（平成27年） | 1,560  |
| 2020年（令和2年）  | 1,560  |

## 学区
市立小・中学校に通う場合、学区は以下の通りとなる（2024年11月時点）。
| 丁目       | 番・番地等              | 小学校               | 中学校                 |
| ---------- | ----------------------- | -------------------- | ---------------------- |
| 中尾一丁目 | 全域                    | 横浜市立中尾小学校   | 横浜市立希望が丘中学校 |
| 中尾二丁目 | 4番〜30番24号           | 横浜市立中尾小学校   | 横浜市立希望が丘中学校 |
| 中尾二丁目 | 1番1〜13号 30番25〜41号 | 横浜市立中沢小学校   | 横浜市立旭中学校       |
| 中尾二丁目 | 1番14号〜3番            | 横浜市立二俣川小学校 | 横浜市立万騎が原中学校 |

## 事業所
2021年（令和3年）現在の経済センサス調査による事業所数と従業員数は以下の通りである。
| 丁目       | 事業所数 | 従業員数 |
| ---------- | -------- | -------- |
| 中尾一丁目 | 33事業所 | 903人    |
| 中尾二丁目 | 29事業所 | 1,362人  |
| 計         | 62事業所 | 2,265人  |

### 事業者数の変遷
経済センサスによる事業所数の推移。
| 年                 | 事業者数 |
| ------------------ | -------- |
| 2016年（平成28年） | 57       |
| 2021年（令和3年）  | 62       |

### 従業員数の変遷
経済センサスによる従業員数の推移。
| 年                 | 従業員数 |
| ------------------ | -------- |
| 2016年（平成28年） | 1,572    |
| 2021年（令和3年）  | 2,265    |

## 施設
- 神奈川県警察運転免許センター
- 日本赤十字社二俣川献血ルーム
- 横浜中尾郵便局
- 神奈川県立がんセンター
- 神奈川県立二俣川看護福祉高等学校
- 横浜市立中尾小学校
- 中尾保育園
- 神奈川県立公文書館
- 神奈川県立よこはま看護専門学校

## その他

### 日本郵便
- 郵便番号 : 241-0815[3]（集配局：横浜旭郵便局[14]）

### 警察
町内の警察の管轄区域は以下の通りである。
| 丁目       | 番・番地等 | 警察署   | 交番・駐在所 |
| ---------- | ---------- | -------- | ------------ |
| 中尾一丁目 | 全域       | 旭警察署 | 二俣川交番   |
| 中尾二丁目 | 全域       | 旭警察署 | 二俣川交番   |

## 参考資料
- “横浜市町区域要覧” (PDF).   横浜市市民局 (2016年6月). 2023年6月6日閲覧。 “横浜市町区域要覧”